# دائرة أولاد سلام
دائرة دائرة أولاد سلام هي إحدى دوائر ولاية باتنة الجزائرية.